# ریبیر (کالیفرنیا)
ریبیر (به انگلیسی: Ribier) یک منطقهٔ مسکونی در ایالات متحده آمریکا است که در شهرستان کرن، کالیفرنیا واقع شده‌است. ریبیر ۱۳۶ متر بالاتر از سطح دریا واقع شده‌است.